# 히로세촌 (니가타현 기타우오누마군 1955년)
히로세촌(広瀬村)은 니가타현 기타우오누마군에 있던 촌이다.

## 역사
- 1901년 11월 1일 - 기타우오누마군 히로세촌이 성립하였다.
- 1955년 3월 31일 - 야부카미촌과 합병해 히로카미촌이 되어 소멸하였다.

## 참고문헌
- 『市町村名変遷辞典』東京堂出版、1990年。